# غار پنجعلی
غار پنجعلی مربوط به هزاره اول قبل از میلاد است و در شهرستان طالقان، روستای میناوند واقع شده و این اثر در تاریخ ۱۲ بهمن ۱۳۸۱ با شمارهٔ ثبت ۷۰۷۷ به‌عنوان یکی از آثار ملی ایران به ثبت رسیده است.